# Gianni Risari
Gianni Risari (Crema, 9 marzo 1951) è un politico italiano.

## Biografia
Esponente del Partito Popolare Italiano, viene eletto alla Camera dei deputati alle elezioni politiche del 1996 con L'Ulivo nel collegio uninominale di Crema. Ricandidato poi nel medesimo collegio alle elezioni politiche del 2001, non viene eletto.
Dal 2002 al 2012 è consigliere comunale a Crema, ricoprendo anche i ruoli di assessore e vicesindaco . 